# (13705) Llapasset
(13705) Llapasset (1998 QJ2) – planetoida z pasa głównego asteroid okrążająca Słońce w ciągu 3,3 lat w średniej odległości 2,21 j.a. Odkryta 19 sierpnia 1998 roku.